# Fenghuang
Pour les articles homonymes, voir Fenghuang (homonymie), Phénix (homonymie) et Huang.
Le fenghuang (chinois simplifié : 凤凰 ; chinois traditionnel : 鳳凰 ; pinyin : fènghuáng ; Wade : feng⁴huang² ; cantonais Yale : fung⁶wong⁴), est un oiseau mythique de la littérature, l’iconographie et du folklore asiatique largement transmis dans la sphère culturelle chinoise. Désigné en coréen sous le nom de  bonghwang (봉황), et en vietnamien : phượng hoàng ou phụng hoàng ;  cette créature a eu un impact plus important au Japon où elle était désignée sous le nom de hōō (鳳凰). Oiseau fantastique, notamment associé à l’immortalité, il est souvent désigné dans la littérature européenne sous le nom de phénix.

## Description

### Apparence
Le fenghuang aurait vu son concept de base établi sous la dynastie Han occidentale au IIe siècle av. J.-C. Dans les différentes sources le fenghuang est présenté comme un animal composite dont l’apparence générale conserve ses caractéristiques aviaires : Dans le dix-septième le chapitre de l'Erya : Shiniao  présente le fenghuang avec le bec d'un coq, la face d'une hirondelle, le front d'une volaille, le cou d'un serpent, la poitrine d'une oie, le dos d'une tortue, les hanches d'un cerf et la queue d'un poisson. Ces caractéristiques seront reprises dans de nombreuses sources antérieures, avec quelques modifications mineures : Selon le dictionnaire Shuowen Jiezi de la dynastie Han orientale, la tête ressemble à celle d’un cygne, la bouche à celle d’un poulet, et ses parties arrière à un cerf, tandis que ses motifs rappellent celle des dragons. Dans le Sōsho, une compilation historique de la période des Dynasties du Sud, le décrit comme ayant la tête d'un serpent, le menton d'une hirondelle, le dos d'une tortue et le ventre d’un trionyx. Dans le Guxin Zazhishi, de la dynastie Song, il mesure environ un zhang, environ 3,07 m, et possède une queue ressemblant à celle d’une carpe.
Son plumage est composé des six couleurs fondamentales dans la culture asiatique : le noir, le blanc, le rouge, le jaune et le bleu (parfois traduit par la couleur verte). Sa taille est estimée à environ six chī, équivalant à environ 1,80 m, selon les mesure traditionnelles.

### Comportement et symbolique

Représentation du fenghuang en face du dragon sur l'emblème national des douze symboles, autrefois l'emblème de l'État Chinois de 1913 à 1928.

Sur le plan comportemental, les diverses mentions en font un animal au caractère docile, étant désigné comme le plus doux et sage des oiseaux. L’alimentation du fenghuang  est considérée comme raffinée, ne se composant uniquement que des graines d’un bambou, qui ne produit des fruits qu’une fois tous les 60 à 120 ans. En guise de perchoir, il n’utiliserait que le paulownia.
Le corps du fenghuang symbolise les éléments qui composent la voûte célestes : la tête représente le ciel, les yeux le soleil, le dos la lune, les ailes le vent, les pieds la terre et la queue les planètes. Selon certaines croyances, l’oiseau serait également originaire de l’astre solaire. Dans le Shanhaijing, l'un des plus anciens catalogues de créatures surnaturelles, déclare que chaque partie du corps du fenghuang symbolise un concept clé du comportement humain. La tête représente la vertu, les ailes représentent le devoir, le dos représente la propriété, l'abdomen représente la crédibilité, et la poitrine représente la miséricorde. Il est parfois représenté portant des rouleaux ou une boîte contenant des textes sacrés, ou encore avec une boule de feu. Selon le Bencao Gangmu, le fenghuang est considéré comme le roi des créatures ailées, dont la consommation des œufs, permettrait d’acquérir l'immortalité.

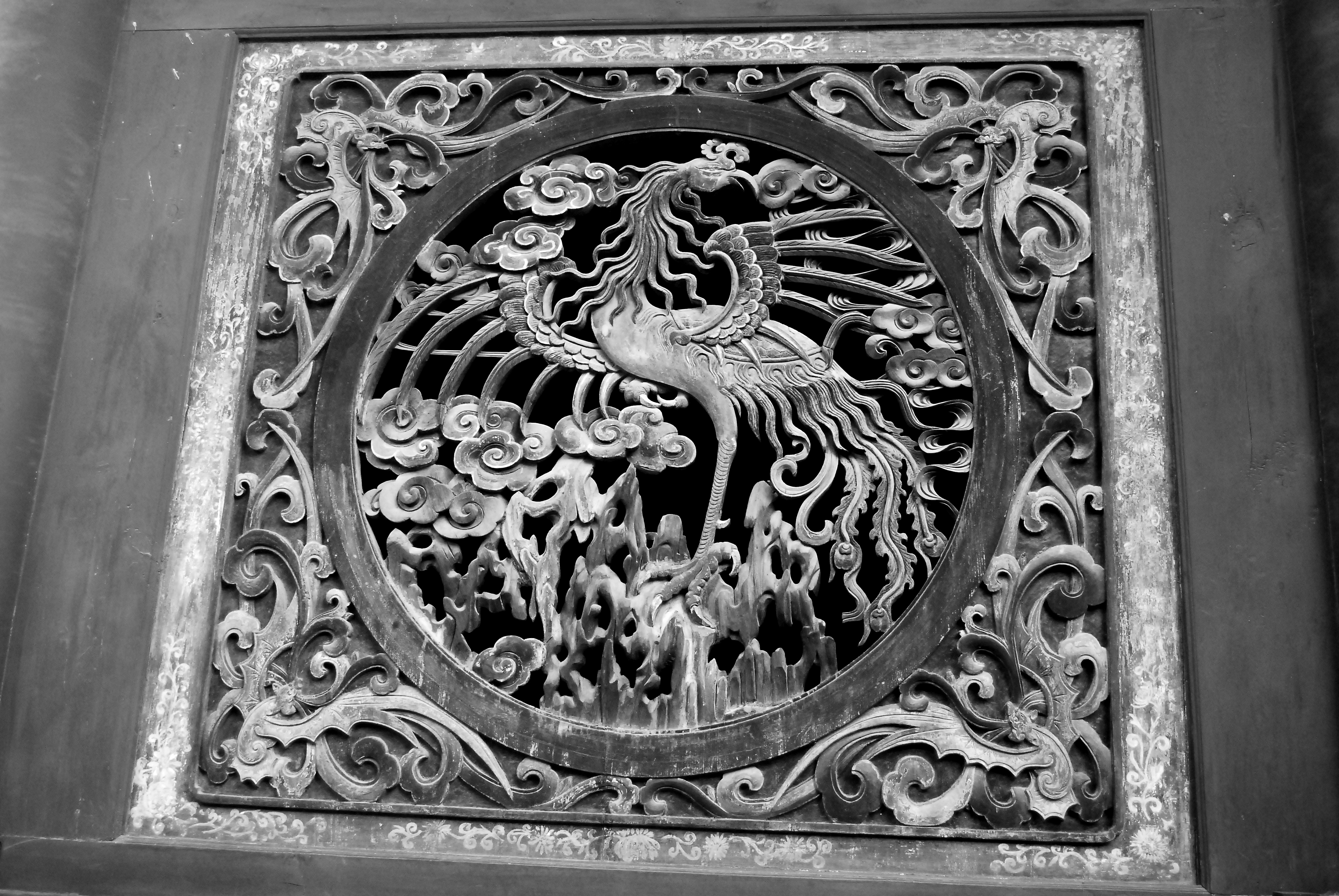
Gravure de fenghuang au temple Fuxi, province de Gansu en Chine

En Chinois traditionnel, le fenghuang était initialement constitué de deux entités distinctes : un oiseau mâle, désigné sous le nom de feng et un oiseau femelle, désigné sous le nom de huang. Ce couple de fenghuang symbolisent à eux deux le yin et du yang, , dont le mâle représentait l'aspect yang tandis que la femelle représentait le yin, symbolisaient l'amour entre matrimonial. À partir de l'ère de l'empereur Jiajing, de la dynastie Ming, le couple de fenghuang se différenciait par les plumes de leur queue : celles du mâle étaient identifiables par cinq longues plumes dentelées, et celles de la femelle par une ou deux plumes enroulées, les nombres pairs et impaires étaient respectivement associés à la féminité et à la masculinité. Pendant cette période, le fenghuang fut également utilisé comme symbole de la direction menant vers le sud, souvent représenté par le couple mâle et femelle se faisant face, avec des plumes conservant les cinq couleurs fondamentales décrites dans le shanhaijing : noir, blanc, rouge, vert et jaune, censées représenter les cinq vertus confucéennes : Ren : la vertu, la bienveillance, la charité et d'humanité ; Yi : l'honnêteté et la droiture ;  shù, l’altruisme ; Zhi : la sagesse ou la connaissance ; Xin : la fidélité et l'intégrité ; et Li : la bienséance, les bonnes manières, ainsi que le respect des rites et des traditions. Cependant, depuis la dynastie Qin, le fenghuang a progressivement subi un processus de féminisation, le dragon devenant un symbole de masculinité. Finalement, le feng et le huang ont fusionné en une entité féminine unique. Fenghuang et Dragon représentaient respectivement le rôle de l’empereur et de l’impératrice. Il n'est donc pas rare de voir cette dualité dans les bâtiments impériaux.
La croyance populaire voulait que cet oiseau n'apparaisse que dans des contrées bénies par une paix, la prospérité ou un bonheur absolu. Et tout comme d’autres créatures légendaires tel que le qilin, l’apparition de cet oiseau signifiait l’aube d’un grand changement, par la naissance d'un grand sage philosophe, annonçant le début d'une nouvelle ère. Des ouvrages comme le Classique des vers et le l’entretien de confucius, le décrivent comme un oiseau de « bon augure », qui n’apparaît que sous le règne d’un empereur vertueux. Un fenghuang ne reste que si le souverain est exempt de corruption et gouverne avec justice. Il est souvent inclus parmi les Quatre animaux emblématiques de la cosmogonie chinoise aux côtés du qilin, du dragon oriental et de la moins connue esprit-tortue (霊亀). En Chine et au Japon, il symbolisait la maison impériale et représentait le "feu, le soleil, la justice, l'obéissance et la fidélité".
Toutefois, parallèlement à cette symbolique associant l’oiseau au pouvoir impérial, existe une interprétation plus confucéenne du fenghuang, faisant état du fenghuang comme une définition de la liberté. Selon le Shuowen Jiezi, la créature est décrite comme dotée d’un vol puissant, pouvant lui permettre d’atteindre de longues distances à la manière d’oiseaux migrateurs, dépassant la frontière au-delà des monts Kunlun, buvant dans la rivière Ruoshui et utilisant des cavernes en guise de lieux de repos, Zhuangzi ou Song Yu décrivent même cet oiseau comme étant capable de voyager dans l’espace.

## Noms et variétés

### Étymologie
Le linguiste Wang Li relie l'élément fèng (鳳) au caractère péng (鵬), désignant un autre grand oiseau fabuleux de la mythologie chinoise.
Le caractère fèng (鳳) est également lié au caractère fēng (風), qui signifie « vent ».
Le linguiste historique Marc Miyake a reconstruit le terme fènghuáng (鳳凰), qu'il propose, sans non prendre quelques réserves, comme dérivant du terme fēng huáng (風皇), signifiant « souverain du vent ».

### Dénominations alternatives
Parmi les noms alternatifs du fenghuang, Yúnzuò (雲作)  Yúnquè (雲雀), Yèlǜláng (叶律郎), Huǒlí (火離), Wǔlíng (五霊), Rénzhìqín (仁智禽), Dānshān Yǐnzhě (丹山隠者), Chánglí (長離), Péng (朋), Míngqiū Jūshì (明丘居士). D'autres noms, tels que Huángniǎo (黄鳥, « oiseau jaune »), Kuángniǎo (狂鳥, « oiseau fou »), Mèngniǎo (孟鳥, « oiseau Meng ») et Mèngniǎo (夢鳥, « oiseau des rêves »), sont parfois considérés comme des synonymes du fenghuang selon certains chercheurs.
C’est qu’au cours de l’histoire, la figure de fenghuang a absorbé celle de nombreux autres oiseaux, grands et petits, réels et imaginaires, notamment durant l’Antiquité chinoise.

### Les différentes espèces defenghuang

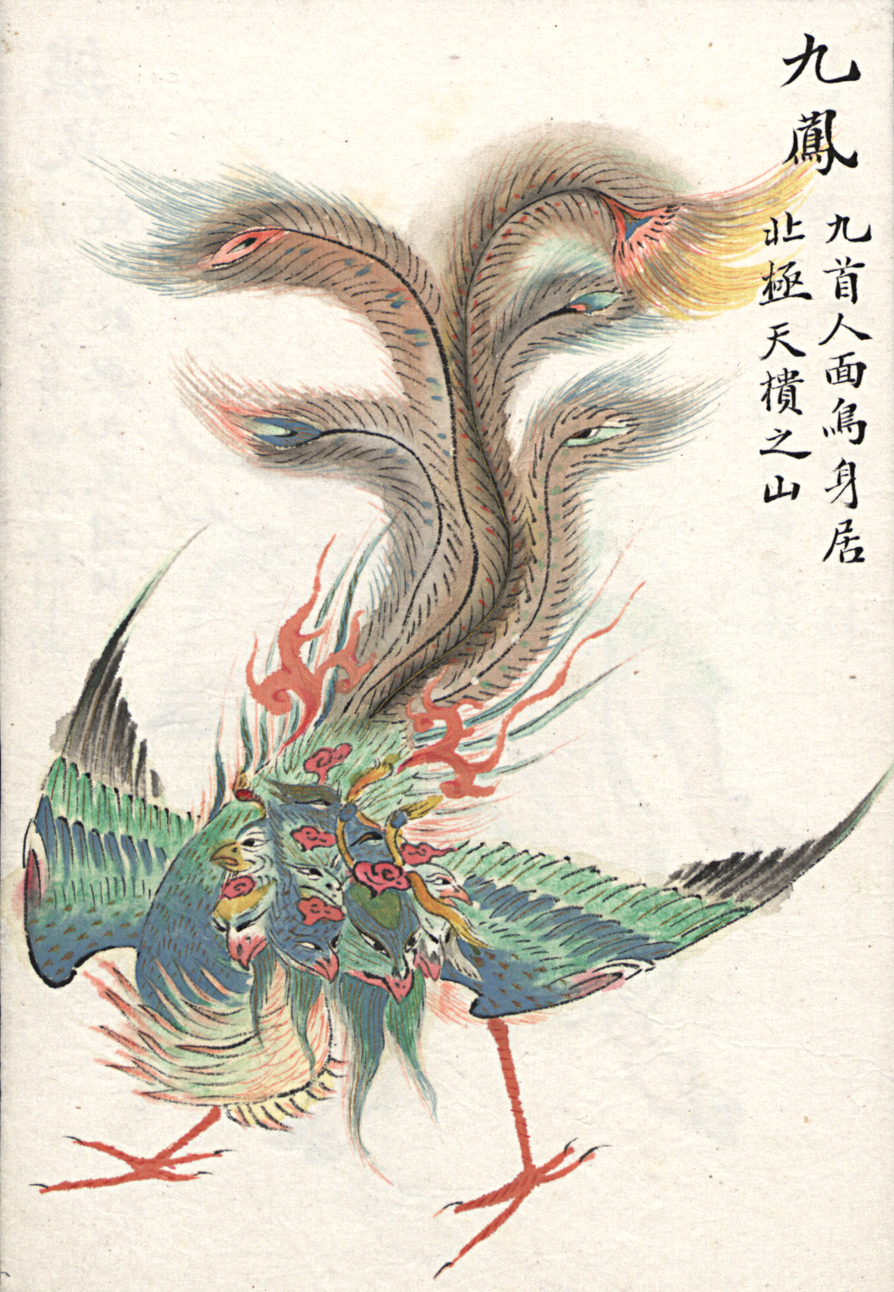
Illustration de l’oiseau à neuf têtes, le jiǔtóuniǎo (九頭鳥), dans une édition du Shanhaijing datant de la dynastie Qing (1644–1911).

Du point de vue de l’histoire du fenghuang, il semble faire consensus que l'oiseau à neuf têtes, transmis dans la province de Hubei sous le royaume de Chu (VIIIe siècle av. J.-C. – 223 av. J.-C.), est souvent décrit comme étant une des premières « espèces » de fenghuang.
Dans le Shanhaijing, quatre types d’oiseaux sont mentionnés, sans que leurs différences soient spécifiées clairement : le feng (鳳) et le huang (凰), qui formeront un couple d’oiseaux dans les productions antérieures, ainsi que deux autres espèces désignées respectivement sous le nom de luan (鸞) et yuanchu (鵷鶵) :
Le luan est une espèce de fenghuang, parfois décrit comme doté d’un plumage bleuté, alors que le fenghuang est généralement rouge. Selon le Huainanzi, le dragon mythique Yìnglóng  (応竜) aurait engendré le fenghuang, qui aurait ensuite donné naissance au luan. Ce dernier aurait ensuite engendré d’autres oiseaux. Selon le Chuxueji, le terme luan désigne un jeune fenghuang. Dans le Wakan Sansai Zue, basé sur le Sancai Tuhui, il est considéré comme un oiseau réel, né de la transformation d’un esprit divin. Il est aussi dit que le fenghuang vieillit pour devenir un luan, ou qu’il apparaît lorsque le souverain est vertueux. Son chant suit les cinq tonalités de la gamme musicale, et ses plumes combinent des couleurs rouge et bleue, le rendant difficile à distinguer du fenghuang. Certains auteurs désignent le couple feng et huang comme étant deux individus d’une espèce différente.
Le yanchu était décrit comme un fenghuang au plumage jaune. Certains auteurs considèrent qu’il s’agit d’une espèce distincte en raison de sa couleur. Dans le Shanhaijing, il est dit qu’il "vit avec le fenghuang", ce qui laisse sous-entendre qu’il pourrait s’agir d’un oiseau différent mais au comportement similaire. Dans le Zhuangzi, chapitre Qiushui, il est écrit :   "Le yuanchu vole de la mer du Sud à la mer du Nord. Il ne se pose que sur un arbre parasol chinois (wutong), ne mange que des graines de bambou, et ne boit que de l’eau des sources sucrées."  Des caractéristiques rappelant celles du fenghuang.
Mais d’autres auteurs, tel que dans le Maoshi Lushu Guangyao proposent plutôt de classifier les différentes espèces de fenghuang selon la couleur de leur plumage : Le feng au plumage rouge, le luan au plumage bleu, le yuanchu pour son plumage jaune, ainsi que deux autres espèces que sont le hónghú (鴻鵠) et son plumage blanc ainsi que le yuèzhuó (鸑鷟) et son plumage pourpre. Toutefois, ces classifications restent purement théoriques et dépendaient de la subjectivité des auteurs. En réalité, les différentes décorations et représentations iconographiques ne distinguent pas strictement ces espèces, qui étaient souvent représentées de manière identique. Ainsi, les débats sur les différences ou similitudes entre les cinq espèces suivantes Yuèzhuó (鸑鷟), Yuànchú (鵷鶵), luán (鸞), Hónghú (鴻鵠) et Fènghuáng (鳳凰), manquent souvent de pertinence.

Illustration du Luan dans l’encyclopédie impériale.

## Histoire

### Origines

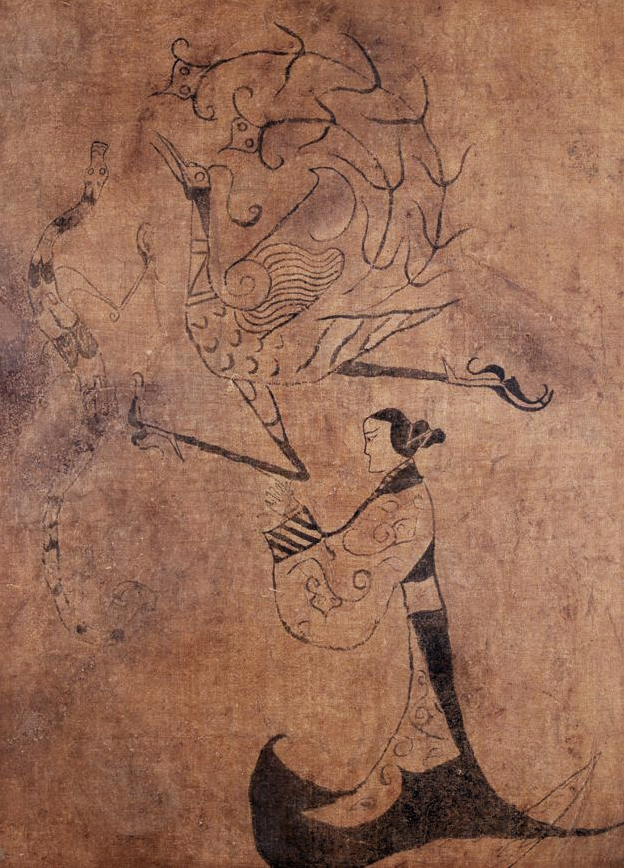
Un phénix (en haut) et un dragon (à gauche), Peinture sur soie d'une figure humaine avec un phénix et un dragon, peinture sur soie exhumée d'une tombe de l'État de Chu.

Les plus anciennes représentations de fenghuang connus remonteraient à une période estimée aux alentours de -7000 à -8000 ans avant J.C, découvertes sur le site archéologique de Gaomiao, à Hongjiang dans la province du Hunan. Ce n’est qu’aux alentours de -3000 à -5000 av. J.-C, durant culture de Yangshao, que les représentations du phénix et du dragon combinées auraient commencées à apparaître, dont les reliques auraient été découvertes près de  Xi'an, dans la province du Shaanxi. Ces premières utilisations de fenghuang et de dragon témoignent d'une forme ancienne de totémisme en Chine.
Au cours la dynastie Shang, l’image du fenghuang et du dragon semble s’être popularisé en tant qu'objets funéraires. Plusieurs artefacts en jade représentant les deux créatures ont été exhumés dans des tombes datant de cette période. Pendant la période des Printemps et Automnes, aux alentours de -771 à -476 av. J.-C., ainsi que celle des Royaumes combattants, il était courant de trouver des artefacts combinant des motifs de dragon et de fenghuang. Un exemple notable est la Peinture sur soie d'une figure humaine avec un dragon et un phénix illustrée à droite,.
Les exemples précités montraient déjà la symbolique féminine autour de la figure de l’oiseau : Sous la dynastie Qin, entre 221–206 av. J.-C, les épingles à cheveux décorées, ainsi que des chaussures ornées de fenghuang étaient destinées aux concubines impériales de l'empereur Qin. Durant la dynastie Han, un édit impérial décréta que les épingles à cheveux en forme de phénix devaient devenir la coiffure formelle des impératrices douairières et des grands-mères impériales. Au cours de cette même période, l’oiseau ne portait pas encore le nom qu’il lui est attribué actuellement, cependant les entités mâles et femelles, appelées (feng, 鳳) et (huang, 凰), étaient souvent représentés face à face.[réf. nécessaire]
Ce n’est que sous la dynastie Yuan, que les deux termes feng et huang furent fusionnés pour devenir fenghuang, symbolisant alors complètement l’impératrice, là où le Dragon symbolisait l’empereur.

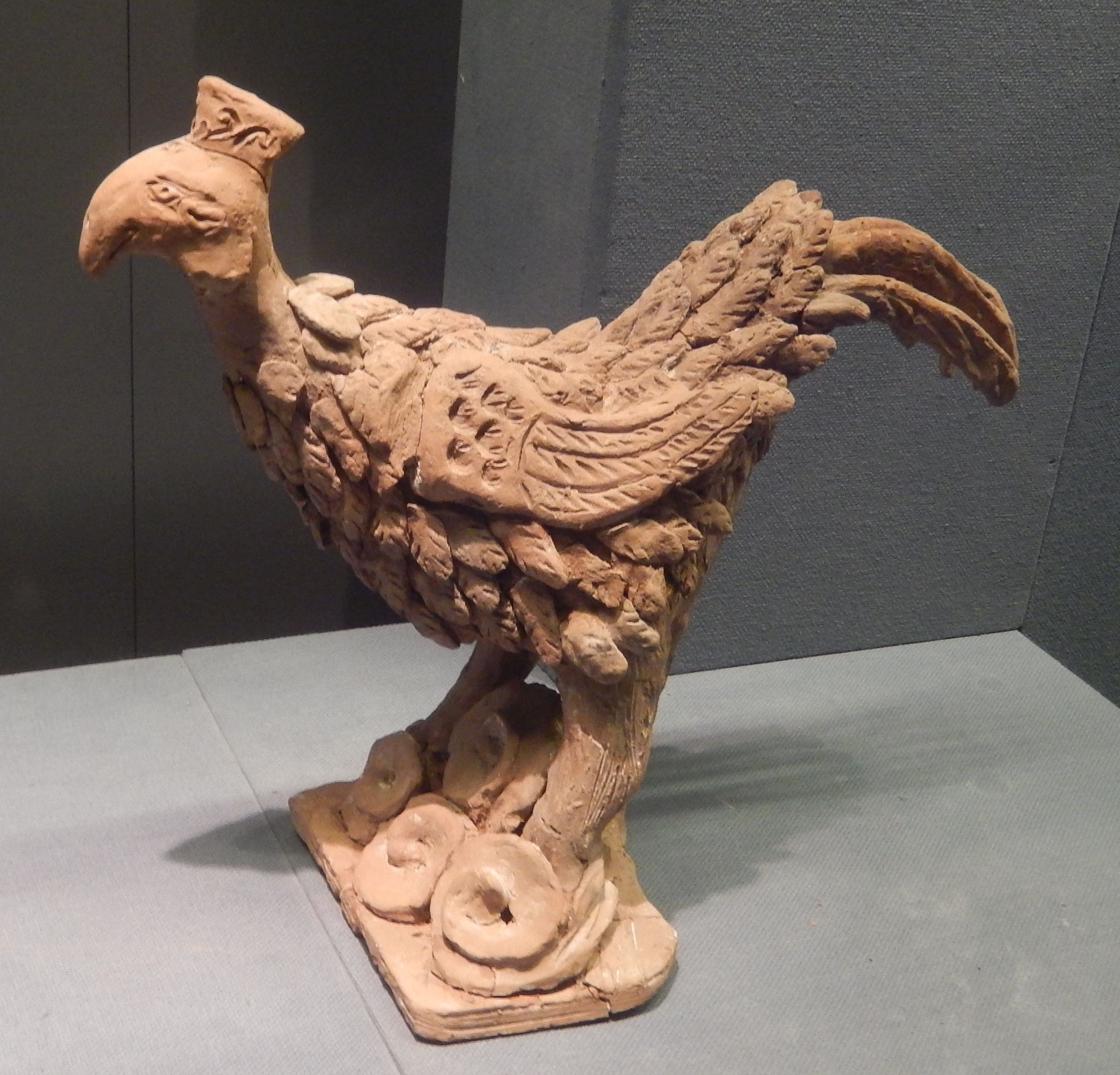
Figurine funéraire en poterie d'un fenghuang. Dynastie Han. Exposé au Musée de la capitale, à Pékin.
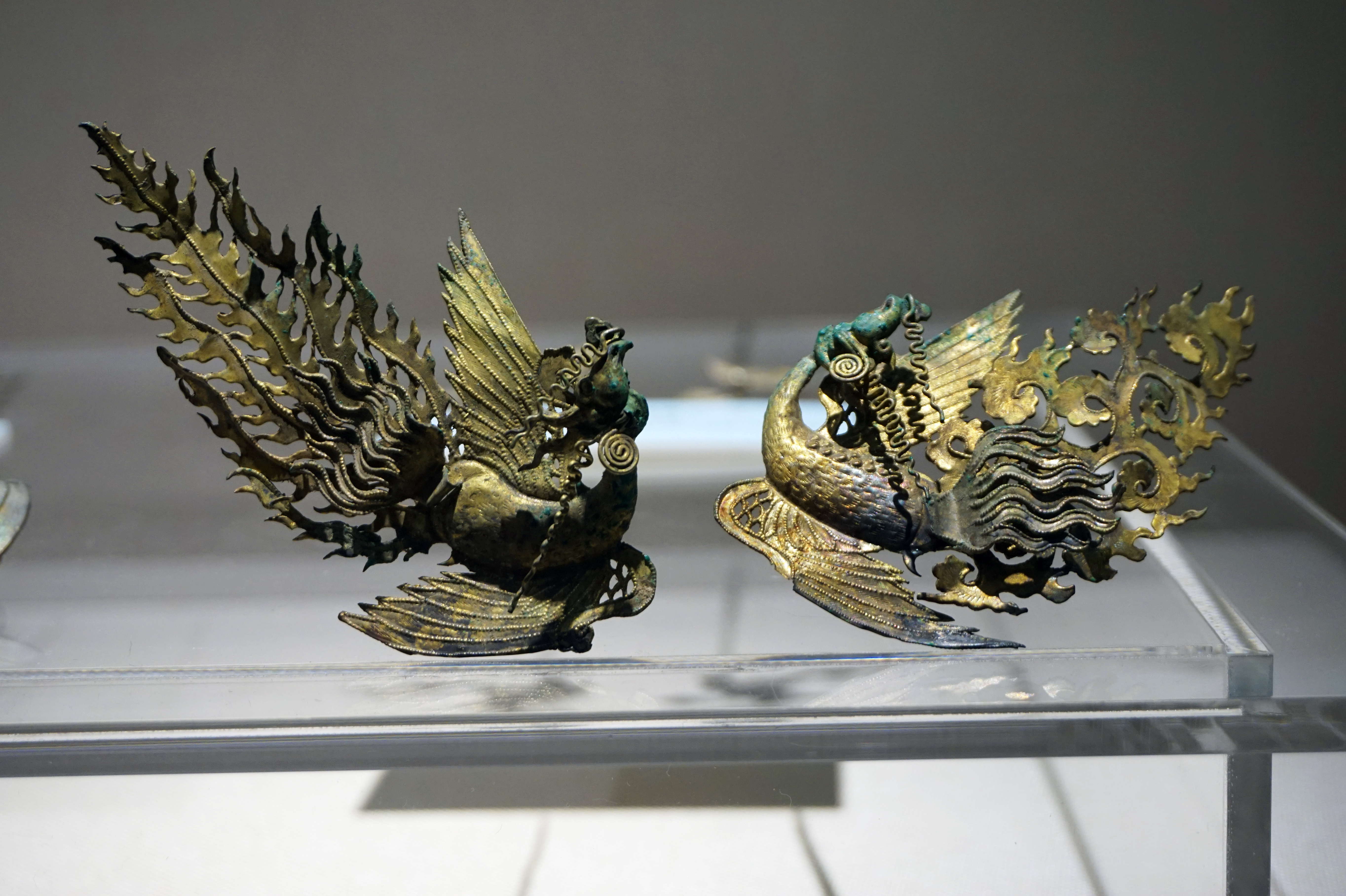
Une paire d'épingles à cheveux en argent dorées par le feu de la dynastie Song du Sud.
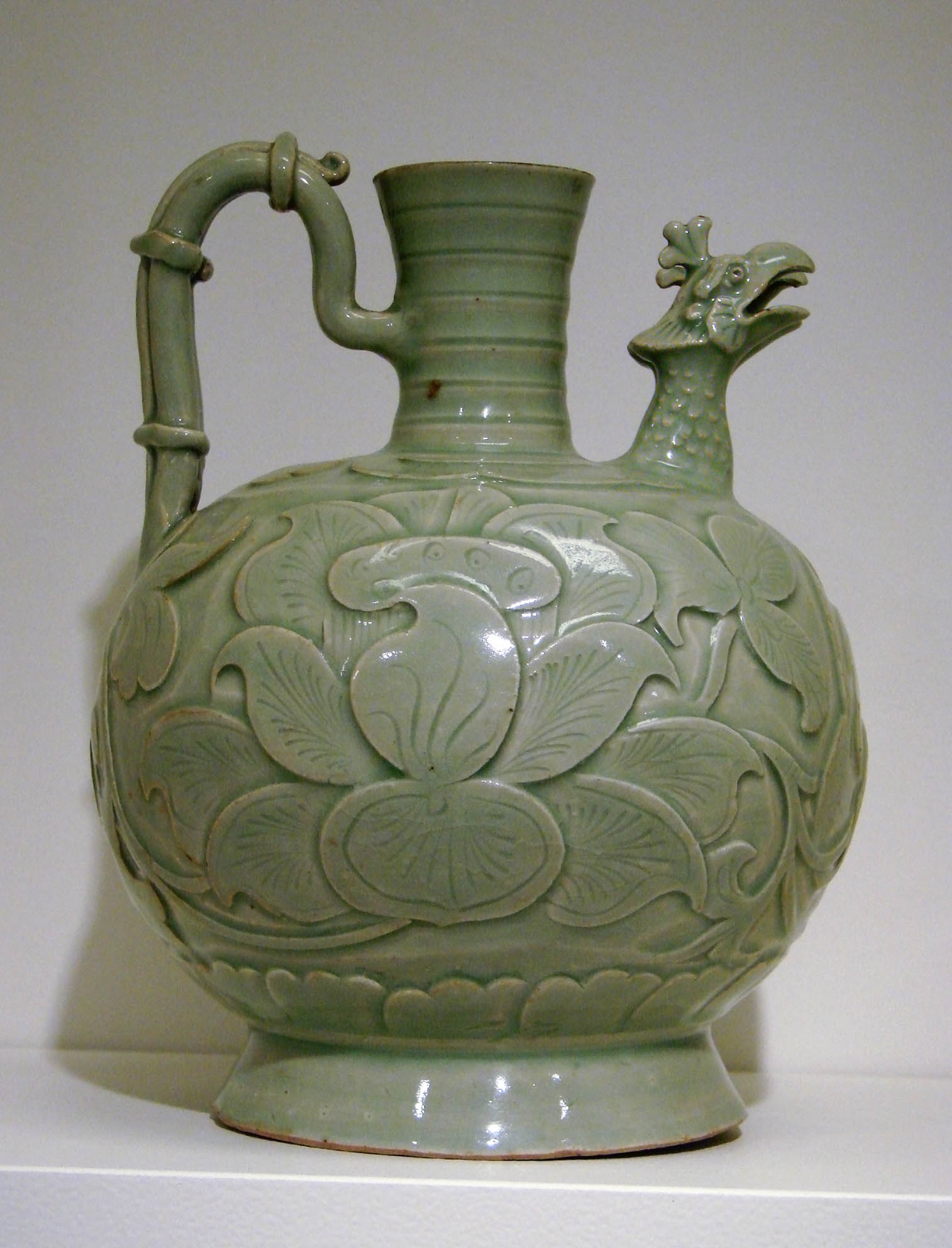
Verseuse à double bec verseur en forme de têtes de fenghuang, dynastie Song du Nord (960–1127).

## Appropriations régionales

### En Corée

Deux Bonghwang représentés face à face sur l’emblème de la présidence de la république de Corée du Sud.

En Corée, depuis les périodes anciennes, les oiseaux ont été considérés comme des médiateurs reliant le ciel et la terre. Parmi ces oiseaux, le fenghuang y était particulièrement vénéré, notamment sous le nom de sinjo (신조 ; « oiseau divin »). À l'époque de la dynastie Joseon, l'apparence et le comportement du phénix étaient perçus comme des qualités que le pouvoir royal devait idéalement posséder, en y faisant son symbole, de la même manière que le pouvoir impérial en Chine.
Aujourd'hui, l’oiseau reste utilisé comme un motif symbolisant le président de la République de Corée. On retrouve également sa représentation dans certains diplômes honorifiques, trophées, emblèmes, et dans des éléments du costume traditionnel (hanbok). La musique jouée par les unités militaires lorsqu’elles saluent ou sont passées en revue par le président de la république, porte également le nom de cet oiseau légendaire.

### Au Japon

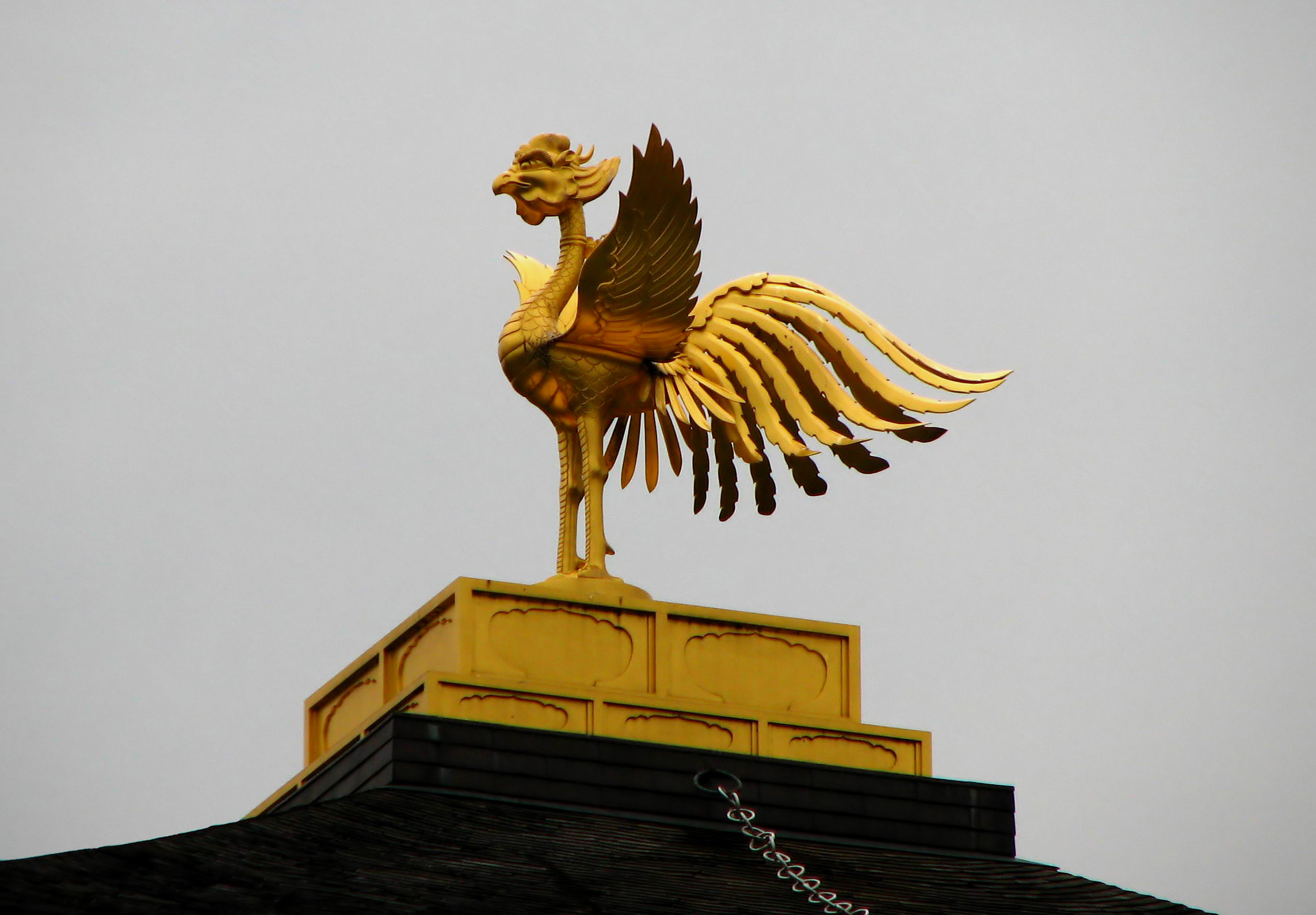
Sculpture du Hōō en bronze, sur le toit du Kinkaku-ji.

Au Japon, la figure du fenghuang a été introduite relativement tôt dans l’histoire japonaise, aux alentours du Vème siècle après J.C, vers la fin de la période kofun, correspondant à la période des Six dynasties en Chine. Son apparence gracieuse et sa symbolique positive sur le continent en ont fait une figure très appréciée et largement utilisés dans divers arts décoratifs. L’une des figure les plus anciennes représentant l’oiseau mythique, ont été retrouvé dans un de ces fameux Kofun, tumulus utilisés comme tombeaux pour les nobles puis les familles les plus fortunées, sous la forme d’un ornement de harnais doré, représentant deux hōō face à face   Dans le domaine artistique japonais, l’oiseau peut être présenté seul, ou bien en un couple symétrique. Il peut également être associé au bambou dont il se nourrit des graines, ou bien la pivoine. La symbolique la plus importante et la plus récurrente, étant son association avec la famille impériale Japonaise : Sur les différentes illustrations montrant l’oiseau, ce dernier est souvent posé sur une branche de Paulownia tomentosa, également un symbole impérial du Japon. Aujourd’hui encore, sa figure est présente sur le trône impérial, les vêtements impériaux, plusieurs timbres et billets, mais aussi la Toyota Century, la voiture de fonction utilisées par la famille impériale et les hauts fonctionnaires . Mais la figure la plus emblêmatique du phénix japonais à l’international, est celle en bronze, trônant sur le toit du Kinkaku-ji : Également connu sous le nom de Pavillon d’Or, qui a été construit en 1398 sous la direction du shogun Ashikaga Yoshimitsu. Le bâtiment original a été détruit par un incendie en 1950 et reconstruit en 1955. Le hōō doré ornant le toit du pavillon actuel a été installé lors de cette reconstruction en 1955.

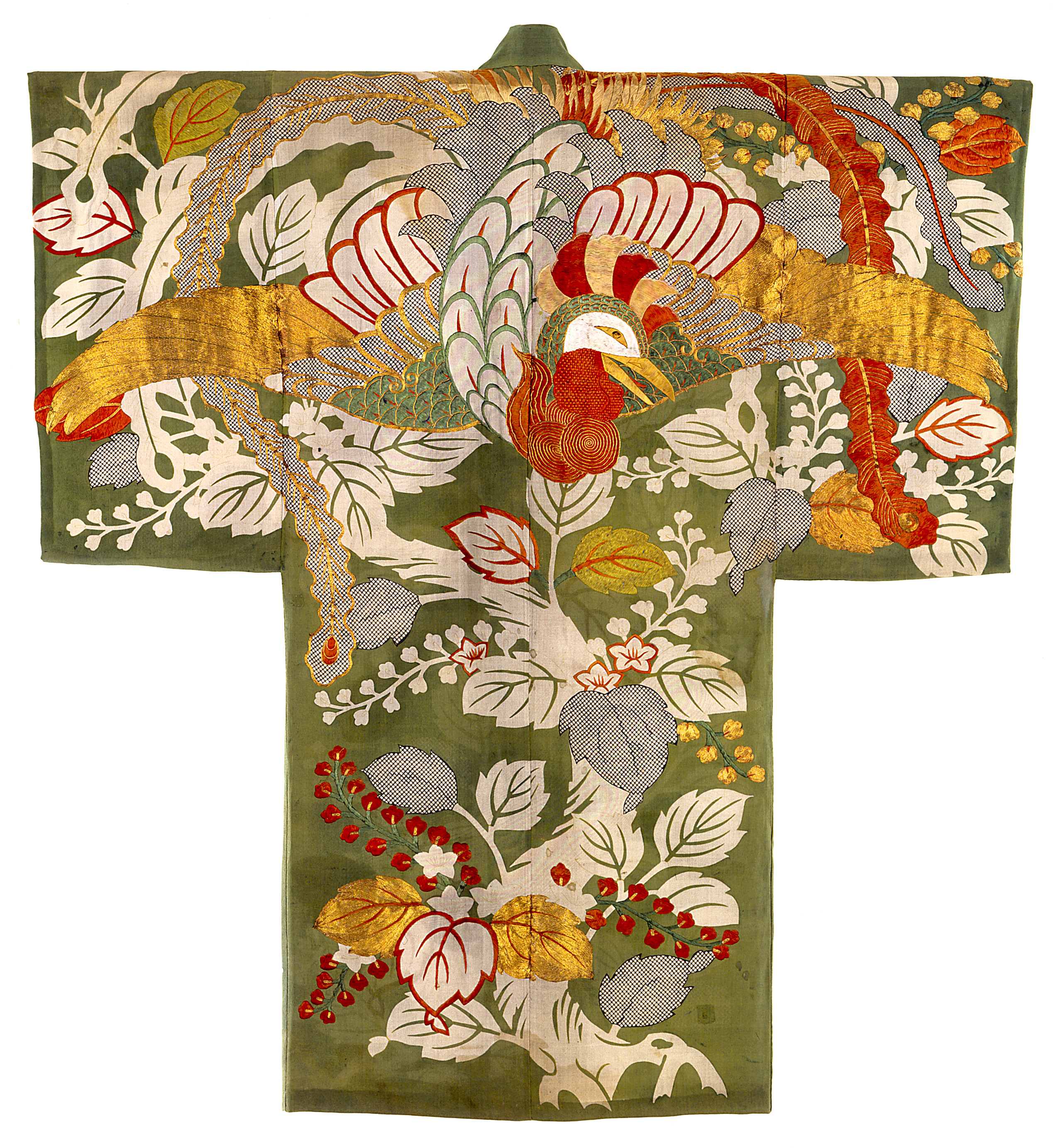
Couvre-lit en forme de kimono (yogi), Japon. Moyen Edo. Soie, teinte en résistance, brodée de soie et de fils métalliques, fin XVIIIème.
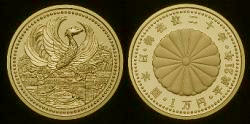
Hōō, frappé sur une pièce de monnaie en or de 10 000 yens à l’occasion du vingtième anniversaire de règne de l’Empereur.

## Inspirations d'éléments de la faune réelle

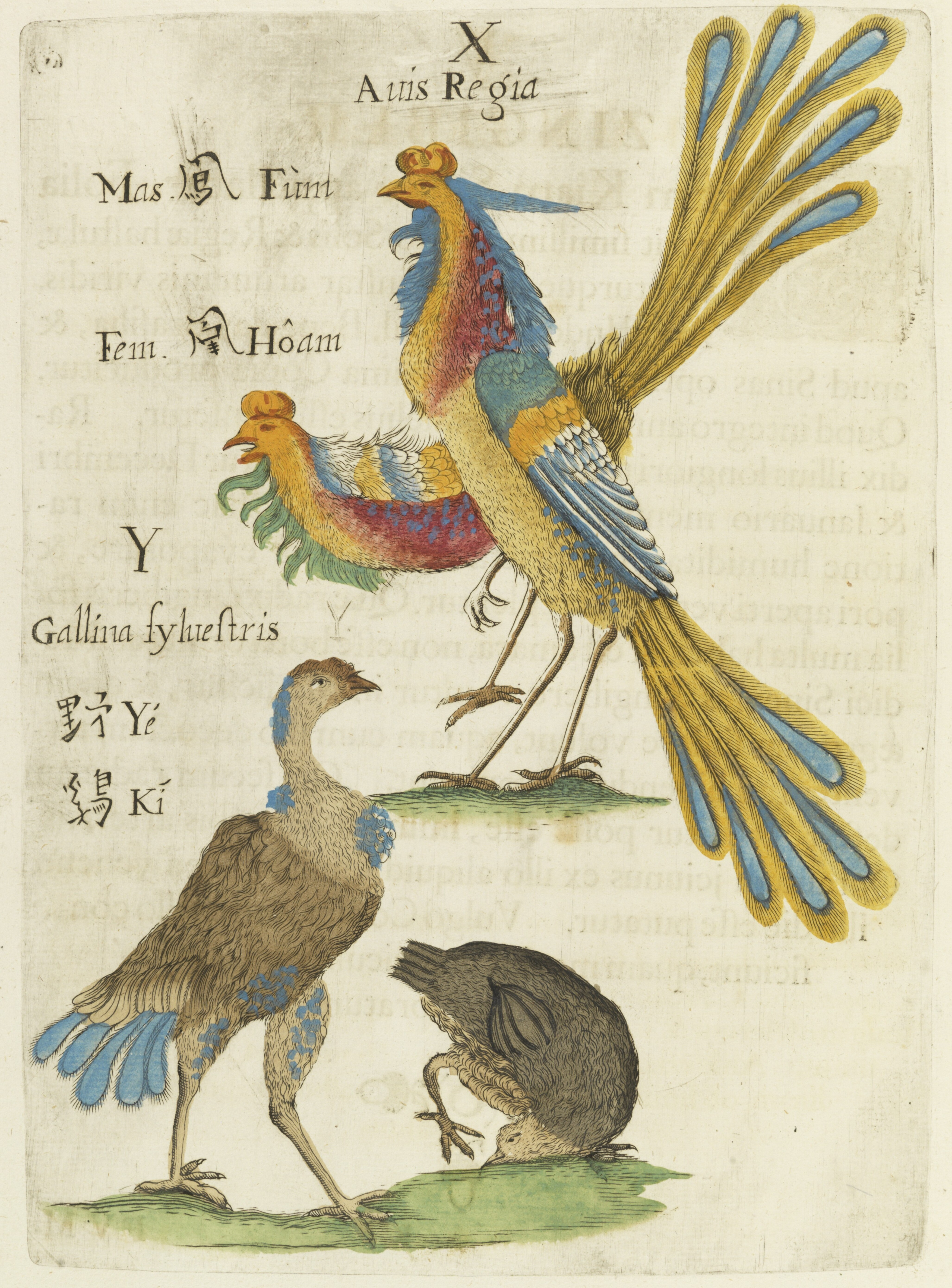
Illustrations de différents gallinacés susceptibles d’avoir servi de modèle pour le fenghuang, dans le traité de botanique Flora sinensis (1656).

En s’en tenant aux différentes descriptions transmises par la littérature et les représentations iconographiques transmises en Chine et au Japon, un consensus général s’est mis en place selon quoi, le fenghuang n’était pas seulement une créature créée de toutes pièces, mais issue de l’extrapolation de la description d’un animal réel, succinctement observé : Le Wakan Sansai Zue de l’époque d’Edo au Japon, considère le luan comme un une entité bien réelle. Plusieurs hypothèses ont été avancées sur les espèces d’oiseaux qui auraient pu inspirer le fenghuang : Des espèces de galiformes vivant en Chine, comme le paon spicifère (Pavo muticus), le faisan doré (Chrysolophus pictus), le faisan argenté (Lophura nycthemera), ou encore des oiseaux du genre tragopans ou Tetrastes. L’argus géant (Argusianus argus), un grand oiseau de la famille des phasanidae vivant dans la péninsule malaise, est parfois identifié comme le qingluan (青鸞, « luan bleu »). Cette hypothèse a été défendue par des chercheurs comme Nobuteru Yoshii. L’Eperonneur malais (Polyplectron malacense), également de la péninsule malaise. Le biologiste Masauji Hachisuka, dans sa thèse de fin d’études intitulée The Identification of the Chinese Phoenix, soumise à l’université de Cambridge en 1924, a proposé que cet oiseau ait pu servir de modèle à la créature. Il décrit les caractéristiques de l’éperonneur comme suit : une tête semblable à celle d’un coq, un cou rappelant celui d’un serpent, un dos orné de motifs hexagonaux et une queue plate ressemblant à un poisson,. Une hypothèse propose également  l’hirondelle comme modèle, basée sur les interprétations de Yuan Ke, qui identifie le nom alternatif du fenghuang : En (燕), dans l’ Erya, le plus vieux dictionnaire du monde. Ryohiko Sasama suggère que le quetzal, un oiseau de l’ordre des Trogoniformes, pourrait correspondre à la description du luan. Cependant, cette théorie est peu plausible, car le quetzal est une espèce originaire du Nouveau Monde, inconnue en Asie avant l’ère des grandes explorations.

## Lefenghuanget le phénix

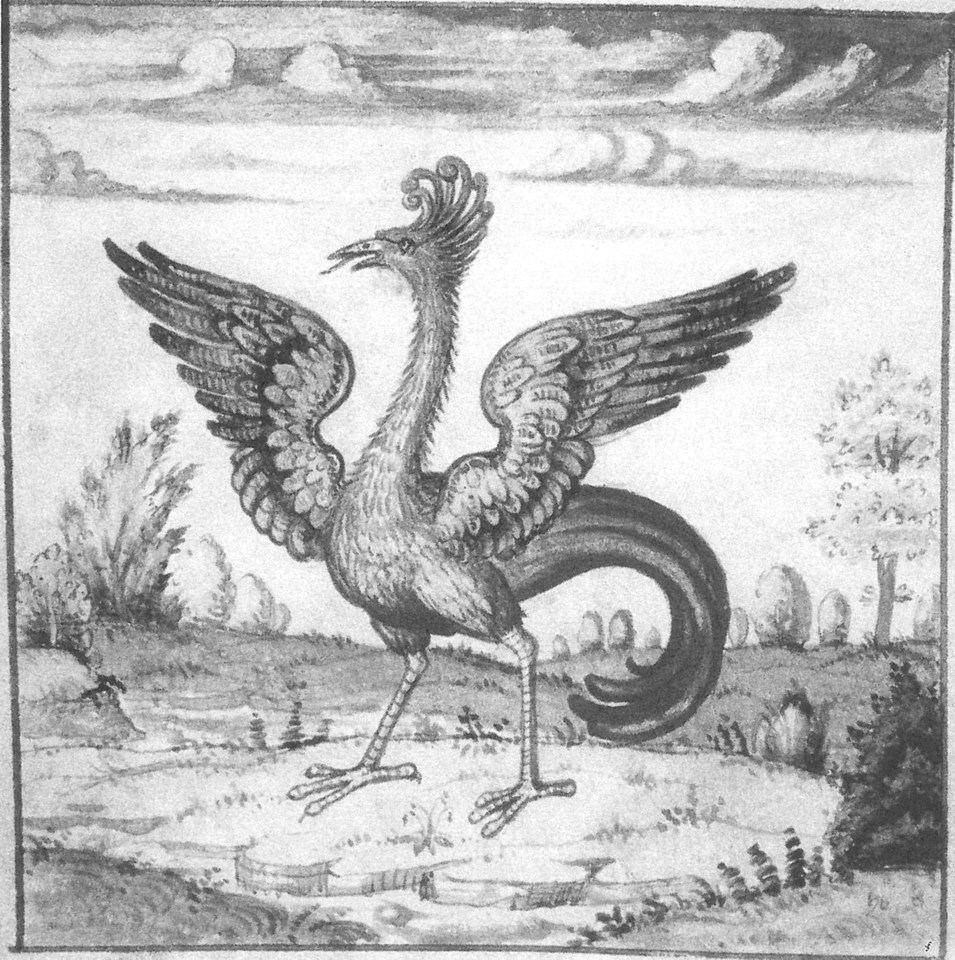
Une illustration du phénix dans le manuscrits Visions de Pétrarque de Marot, aux alentours des années 1540, dont les caractéristiques physique montrent de troublantes ressemblances avec le fenghuang.

Le fenghuang et le Phénix partagent de nombreux points communs, bien qu’ils soient issus de civilisations distinctes, si bien qu’il fut suggéré une origine commune pouvant se retrouver en Inde, bien que cette hypothèse reste invérifiable. Les similitudes principales incluent leur rareté, voir leur caractère surnaturel, n’apparaissant de manière cyclique, lors de circonstances exceptionnelles. Tous deux sont liés à des éléments de la nature, notamment le soleil, symbolisant une incarnation animale de cet astre. Leur apparence est également célébrée pour leur beauté éclatante, leurs couleurs dominées par le rouge, et leurs plumes couvertes de motifs remarquables, inspirés de plusieurs espèces animales. Leur comportement présente des traits communs : leurs chants harmonieux, ils ne consomment uniquement des aliments rares et raffinés, et choisissent des lieux privilégiés pour se percher, souvent dans des montagnes ou sur des arbres sacrés. Ils sont également associés ou accompagnés d’autres oiseaux et habitent des lieux paradisiaques ou légendaires.
Cependant plusieurs points diffèrent entre les deux oiseaux : la première différence étant, que là où le phénix est lié à l’élément du feu dans toutes les représentations occidentales, il n’en est pas de même pour le fenghuang qui n’est pas associé d’une manière aussi prégnante et systématique à cet élément au cours de l’histoire, en Chine notamment. Si des analogies au feu peuvent parfois être visibles, elle ne sont dues qu’à l’absorption de la figure d’autres oiseaux mythiques. Ce rapport au feu moins évident, est associé à une autre différence fondamentale, étant le principe de mort et de résurrection, caractéristiques principale du phénix, est absent chez le fenghuang. Et quand bien même les deux oiseaux partagent une thématique cyclique, celle du phénix prend surtout une dimension spirituelle, là où celle du fenghuang prend largement une dimension politique, à l’image d’autres créatures des légendes chinoises très liées au pouvoir, tel que le lion ou xièzhì. La symbolique de liberté, incarnée par le fenghuang, transmise par l’intermédiaire du confucianisme, n’est pas non plus un élément particulièrement récurrent chez le phénix.

## Dans la culture contemporaine
Depuis l’ouverture des pays asiatiques au marché international, la figure du fenghuang a plus fortement tendance à se confondre avec celle du phénix, où l’apparence du premier devient un motif récurrent pour ce dernier.
- Le manga Phénix, l’oiseau de feu, d’Osamu Tezuka. Le fenghuang, grand oiseau voyageur dans l’espace, porte le nom de Hi no tori (火の鳥 ; « l’oiseau de feu »). une dénomination que l’on donne habituellement au phénix.
- Dans la franchise cross média Pokémon, le Pokémon légendaire Ho-Oh s’en inspire grandement, par son nom, son plumage brillant de multiples couleurs, du fait qu’il se perche au sommet d’une tour et qu’il fasse le tour de la terre en volant. Il prend du phénix, son association au feu et sa faculté de résurrection.
- Dans la franchise Super sentai, la Ranger rose de Dairanger a le fenguhang pour emblème.